# I-58 (U-Boot)
I-58 (japanisch 伊58, kurz für: 伊号第五十八潜水艦 I-gō dai-gojūhachi sensuikan) war ein U-Boot-Kreuzer des Typ B3 der Kaiserlich Japanischen Marine, der im Zweiten Weltkrieg zum Einsatz kam.

## Geschichte
Die Kiellegung von I-58 erfolgte am 26. Dezember 1942 bei der Marinewerft in Yokosuka, am 30. Juni 1943 wurde das U-Boot vom Stapel gelassen. Am 7. September 1944 erfolgte die endgültige Indienststellung unter dem Kommando von Kommandant Hashimoto Mochitsura (橋本 以行). Noch im September wurde das Geschütz auf dem Achterdeck entfernt, um Platz für vier Kaiten zu schaffen.

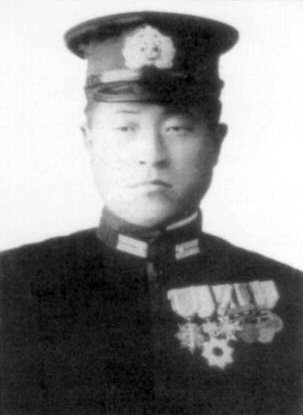
Kapitän Hashimoto Mochitsura

Am 30. Juli 1945 versenkte I-58 unter Kaigun-Taisa Hashimoto Mochitsura den amerikanischen Schweren Kreuzer Indianapolis, als dieser auf der Rückfahrt von Tinian war, wo er Bestandteile der Atombombe Little Boy abgeliefert hatte. I-58 schoss einen Torpedofächer von sechs Torpedos vom Typ 95 ab, von denen zwei das Schiff unter dem vorderen Turm bzw. unter dem Brückenaufbau trafen. Das Schiff bekam schnell Schlagseite nach Steuerbord und sank innerhalb von nur zwölf Minuten, ohne dass ein Notruf abgesetzt werden konnte. Es konnten nur relativ wenige Rettungsboote zu Wasser gelassen werden. Durch die Explosion einer Munitionskammer starben schätzungsweise 300 Mitglieder der 1196 Mann starken Besatzung, die restlichen konnten das Schiff noch verlassen. Bis zu 100 von ihnen starben jedoch innerhalb weniger Stunden an ihren Verletzungen.
Am Ende des Krieges fuhr das Boot in den Hafen von Goto, Japan ein und diente später als Ziel für Marineübungen. Es war das einzige der drei Boote aus der Klasse B3, das den Krieg überstanden hat.